# Ctenophilus corticeus
Ctenophilus corticeus är en mångfotingart som först beskrevs av Demange 1968.  Ctenophilus corticeus ingår i släktet Ctenophilus och familjen småjordkrypare.
Artens utbredningsområde är Gabon. Inga underarter finns listade i Catalogue of Life.